# Vemakylindrus hastatus
Vemakylindrus hastatus är en kräftdjursart som först beskrevs av Hansen 1920.  Vemakylindrus hastatus ingår i släktet Vemakylindrus och familjen Diastylidae.
Artens utbredningsområde är Davis sund. Inga underarter finns listade i Catalogue of Life.